# کل‌لو قشلاق
کل‌لو قشلاق (ترکی آذربایجانی: Kolluqışlaq) یک منطقهٔ مسکونی در جمهوری آرتساخ است که در استان کاشاتاق واقع شده‌است.